# عبد الله العمري
عبد الله أفندي بن محمد جلبي العُمَري الموصلي الملّقب بـباشْ عالِم (1793 - 1879) (1204 - 1295 هـ) عالم مسلم وشاعر عراقي. ولد في الموصل ونشأ بها نشأ نشأةً دينية ودرَس في معاهد الموصل وتضلَّعَ في علوم كثيرة منها الفقه والأدب والقراءات السبع. عمل مدرسًا في عدة مدارس وتتلمذ على يديه كثير من طلاب العلم ولقّبه السلطان العثماني برتبة باش عالم. له فصول نثريّة وأشعار متفرّقه لم تجمع وله تاريخ العلم عند العرب. توفي في مسقط رأسه.

## سيرته
ولد عبد الله بن محمد جلبي العمري سنة 1793 م/ 1204 هـ في مدينة الموصل. نشأ في أسرة علم وأدب نبغ فيها عدد من العلماء والأدباء والشعراء. ينتسب إلى العُمَريّين الذين حطوا الرحال في منطقة باب الجديد بمدينة الموصل، قادمين من الحجاز وينتهي نسبهم إلى عمر بن خطاب. تتلمذ على يد أبيه منذ حداثته الأولى، وأخذ العلم عن محمد أمين الشهير بابن سعد، ثم قرأ الفقه والحديث والتفسير والأصول على عمه، كما أخذ عن ابن الحبار، ثم رحل إلى بغداد طلبًا للعلم، وانتسب لمدرسة الوزير داود باشا، فقرأ على علي محضر باش الذي أجازه إجازةً عامة، وقد امتدح أبو الثناء الآلوسي علمه الوفير.
سافر إلى إسطنبول وأنعم عليه السلطان العثماني برتبة باش عالم (تكتب:باشْعالم) ومعناها: رئيس العلماء. ثم عاد إلى الموصل وتولى الإفتاء فيها، ودرَّسَ في مدارس عديدة. فتصدر التدريس في دار القرآن وفي مدرسة الحاج زكر المشهورة. وممن درس عليه في دار القرآن صالح الخطيب الموصلي الحريني.
توفي عبد الله العمري في مسقط رأسه سنة 1295 هـ/ 1878 م ودُفنَ في جامع العُمَريَّة فيها.

## شعره
ذكره عبد العزيز البابطين في معجمه وقال «يعتمد شعره الشكل التقليدي للقصيدة، ويميل إلى الاسترسال والإطالة، يتبع البناء الفني للقصيدة في الشعر القديم فيستهلها بالفخر فالغزل فالمديح، وتتنوع قصائده موضوعيًا بين المديح الذي جاء جل شعره فيه، والوصف والحكمة، تراكيبه وصوره مستمدة من القديم، ويستخدم التأريخ الشعري والتخميس. يُعنى بالمحسنات البديعية، والتشبية المتعدد المفصل.»

## مؤلفاته
له قصائد في كتاب تاريخ الموصل، وله ديوان مخطوط جمعه محمود أفندي الجبقجي، نسخة منه بحوزة أسرته، وثانية في مكتبة المجمع العلمي العراقي، وثلاث نسخ أخرى لدى أشخاص آخرين. وله أيضاً تاريخ العلم عند العرب.